# Lentate sul Seveso
Lentate sul Seveso är en ort och kommun i provinsen Monza e Brianza i regionen Lombardiet i Italien. Kommunen hade 15 902 invånare (2018).